# وداعا للسلاح (فلم)
وداعًا للسلاح (بالإنجليزية: A Farewell to Arms) هو فيلم رومانسي تم إنتاجه في الولايات المتحدة وصدر في سنة 1932.

## ترشيحات وجوائز
| السنة | الحدث  | الفئة              | النتيجة |
| ----- | ------ | ------------------ | ------- |
|       | أوسكار | أفضل تصوير سينمائي | فوز     |
|       | أوسكار | أفضل صوت           | فوز     |
|       | أوسكار | أفضل فيلم          | ترشـيـح |
|       | أوسكار | أفضل إخراج فني     | ترشـيـح |

## الميزانية والإيرادات
بلغت تكلفة إنتاج الفيلم حوالي 900,000 دولار.

## وصلات خارجية
- مقالات تستعمل روابط فنية بلا صلة مع ويكي بيانات
- الفيلم متوفر للتحميل المجاني على أرشيف الإنترنت